# Марково (Светлополянский сельсовет)
Марково — станция (тип населённого пункта) в Кетовском районе Курганской области. Входит в состав Светлополянского сельсовета.

## История
Станция возникла в 1959 году в связи со строительством железнодорожного разъезда на линии Пески-Целинные — Утяк Южно-Уральской железной дороги.

## Население
| 2002 | 2010 |
| ---- | ---- |
| 66   | ↘36  |